# Caspar Leyser
Caspar Leyser, auch Caspar Lyser (* 1628 in Leipzig; † 17. Mai 1699 in Wittenberg), war Hofgerichts und Consistorialadvokat, Ratsherr und regierender Bürgermeister in Wittenberg.

## Leben
Caspar Leyser entstammte der Gelehrtenfamilie Leyser und wurde als Sohn von Polykarp Leyser II. und Sabina Leyser (* 11. Juli 1598 in Leipzig; † 31. Oktober 1634 in Leipzig), geborene Volckmar, in Leipzig geboren. Zu seinen Vorfahren gehören auch Polykarp Leyser der Ältere, Lucas Cranach der Jüngere und Lucas Cranach der Ältere. Nach seinem Jurastudium ließ er sich als Advokat in Wittenberg nieder. Als Privatlehrer übte er einen maßgeblichen Einfluss auf Paul Gottfried Sperling aus. 1665 wurde Caspar Leyser zum Doktor der Rechte promoviert. Daraufhin wurde er Hofgerichts und Consistorialadvokat und 1671 Ratsherr. 1677 verfasste Johann Friedrich Spengler (Mitglied im Pegnesischen Blumenorden unter dem Ordensnamen Charicles ab 1678) zu der Bürgermeisterwahl von Caspar Leyser und Georg Melchior Thilo ein Gratulationsgedicht, das in seinem Gedichtband Wittenbergischer Poeten-Steig 1687 gedruckt veröffentlicht wurde. 1685 wurde Caspar Leyser regierender Bürgermeister in Wittenberg. Nach seinem Tod am 17. Mai wurde er am 21. Mai 1699 in der Stadt- und Pfarrkirche St. Marien zu Wittenberg beigesetzt.

### Familie
Aus seiner Ehe mit Anna Maria Leyser, geborene Hettenbach (* 5. Juni 1625 in Wittenberg; † 7. Juni 1691), Tochter des Advokaten Georg Hettenbach und seiner Frau Maria, geborene Crüger (nach dem Tod von Georg Hettenbach verheiratet mit Wilhelm Nigrinus), sowie Enkelin von Ernestus Hettenbach, gingen mindestens drei Kinder hervor, darunter:
- Johan Ehrenreich Leyser (* 29. Oktober 1658; † 21. November 1658 in Wittenberg) wurde nur einen Monat alt. Er wurde am 24. November 1658 beigesetzt.[4]
- Caspar Friedrich Leyser (* 1654: † Juli 1680) starb, als er Jur. Candid. war. Am 29. Juli 1680 wurde er beigesetzt.[5] Abraham Calov hielt die Leichenpredigt.[6][7] Christian Donati[8] und Gottfried Eckardt[9] verfassten Kondolenzschriften.
- Sabina Dorothea Leyser (* 19. Mai 1654 in Wittenberg; † Ende Mai 1702)[10] heiratete am 2. September 1672 in Wittenberg Franz Heinrich Höltich. Aus dieser Ehe ging Christiane Elisabeth Höltich (* 1674 in Wittenberg; † 16. oder 17. Dezember 1701 in Wittenberg[11]) hervor, die im April 1691 Johann Georg Neumann heiratete. Acht Tage nach dem Tode von Franz Heinrich Höltich wurde Margaretha Gottlieb, die zweite Tochter geboren, die aber einen Tag später verstarb. Die Witwe Sabina Dorothea heiratete am 7. April 1678 Christian Donati. Diese Ehe blieb kinderlos. Aus der Ehe von Christiane Elisabeth Höltich und Johann Georg Neumann ging ein Sohn hervor. Sabina Dorothea stiftete als Witwe von Donati für die Nachkommen von Johann Georg Neumann und für die Deszendenten ihres Großvaters Polykarp Leyser II. in männlicher Linie ein Stipendium, das Donatsche Stipendium.[12] Donati starb am 13. und wurde am 17. August 1694 in der Stadt- und Pfarrkirche beigesetzt. Sabina Dorothea ließ ihm dort ein Epitaph errichten.[13] Christiane Elisabeth starb am 16. oder 17. Dezember 1701 und wurde am 26. Dezember 1701 in der Stadt- und Pfarrkirche beigesetzt.[14] Ihre Leichenpredigt wurde 1706 gedruckt veröffentlicht.[15] 1708 erschien ein Begräbnissgedicht auf sie von Christian Hoffmann von Hoffmannswaldau in der von Benjamin Neukirch herausgegebenen Anthologie Herrn von Hoffmannswaldau und anderer Deutschen auserlesener und bisher ungedruckter Gedichte, Teil 4.[16] Ende Mai 1702 starb Sabina Dorothea und wurde am 1. Juni 1702 ebenfalls in der Stadt- und Pfarrkirche beim Altar beigesetzt.[17] Der Neffe ihrer und Franz Heinrichs Tochter Christiane Elisabeth, Johann Wilhelm Jahn, verfasste die Leichenpredigt.[18]

## Schriften
- Dissertationem Inauguralem De Delegatione, 1653 (Digitalisat)
- Collegii Iuridici In Academia Wittebergensi Decanus, Caspar Lyser,..., 1687